# Марија Скуратова-Бељска
Марија Григоровна Скуратова-Бељска (умрла у Моксва, 1605) била је супруга Бориса Годунова. Била је кћерка Маљуте Скуратова. 